# Speichergasse (Bern)

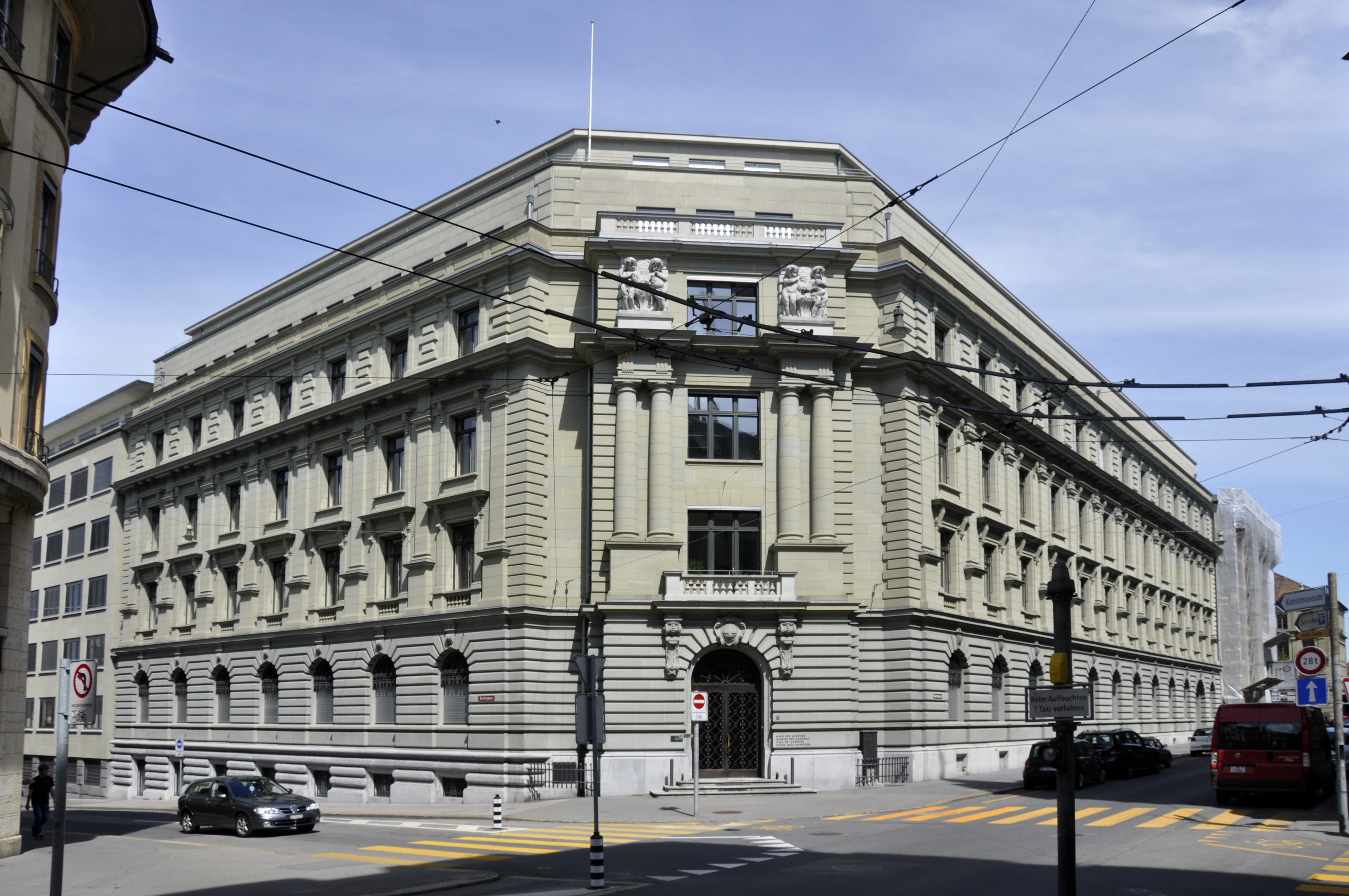
Das Haus der Kantone an der Speichergasse in Bern

Die Speichergasse ist eine Strasse in der Inneren Stadt von Bern (Schweiz).

## Lage
Die Speichergasse verbindet das Bollwerk im Westen mit dem Waisenhausplatz im Osten, wo sie im Strassenverlauf in die Nägeligasse übergeht.
Sie kreuzt sich mit der Genfergasse. Das Haus der Kantone liegt in dieser Strasse und hat die Hausnummer 6, auch der markante Innenhof des Progr ist zu dieser Gasse hin gerichtet. Die Speichergasse beheimatet neben dem Progr mehrere weitere Bars und Clubs sowie die Zentralsekretariate diverser Nichtregierungsorganisationen, zum Beispiel von Amnesty Schweiz.

## Geschichte
Im letzten Viertel des 14. Jahrhunderts hiess die Speichergasse Hintere Gass genempt Buobengass, gelegentlich auch Schegkenbrunnengasse nach dem Brunnen auf dem Grundstück der Familie Schegko. 1552 erhielt die Gasse erstmals ihren heutigen Namen. In der Folge erfuhr die Gasse verschiedene Namensveränderungen. Im 18. Jahrhundert hiess sie Vordere Speichergasse, und in der Zeit der Helvetik lautete der Name Waisengasse nach dem nahe gelegenen Knabenwaisenhaus und nach dem Mädchenwaisenhaus im Westflügel des Hauses an der Speichergasse 6. Nach 1803 erhielt die Speichergasse wieder ihren ursprünglichen Namen. Nach dem Abbruch des Grossen Zuchthauses, 1894, wurde die Speichergasse über die Genfergasse hinaus bis ans Bollwerk verlängert.

## Verkehrsregime und -bedeutung
Die Speichergasse ist eine Einbahnstrasse von West nach Ost, genau wie die nachfolgende Nägeligasse bis zu deren Einmündung der Predigergasse. 2018 wurde die Einbahn für Velos aufgehoben, dazu wurde westwärts auf der rechten Seite ein Velostreifen für den Velogegenverkehr aufgezeichnet. Die Achse soll so Teil der zukünftigen Velohauptroute von Bern nach Ostermundigen werden. Gleichzeitig wurde die Speichergasse Teil der innerstädtischen Tempo-30-Zone. Auf der Speichergasse sind zudem mehrere Velo-, Motorrad- und Autoparkplätze sowie Taxistandplätze und Anlieferungsflächen für Gewerbetreibende vorhanden.